# Sora (Italië)
Sora is een gemeente in de Italiaanse provincie Frosinone (regio Latium) en telde eind 2013 ruim 26.000 inwoners.

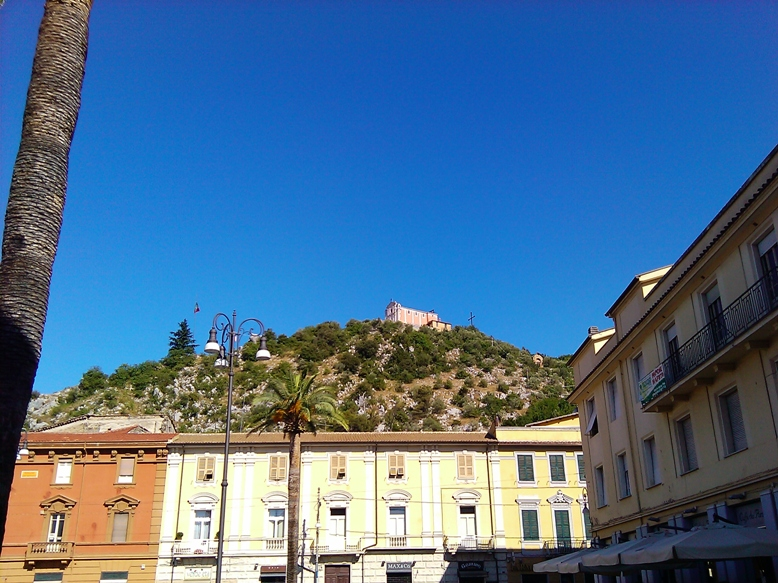
Sora
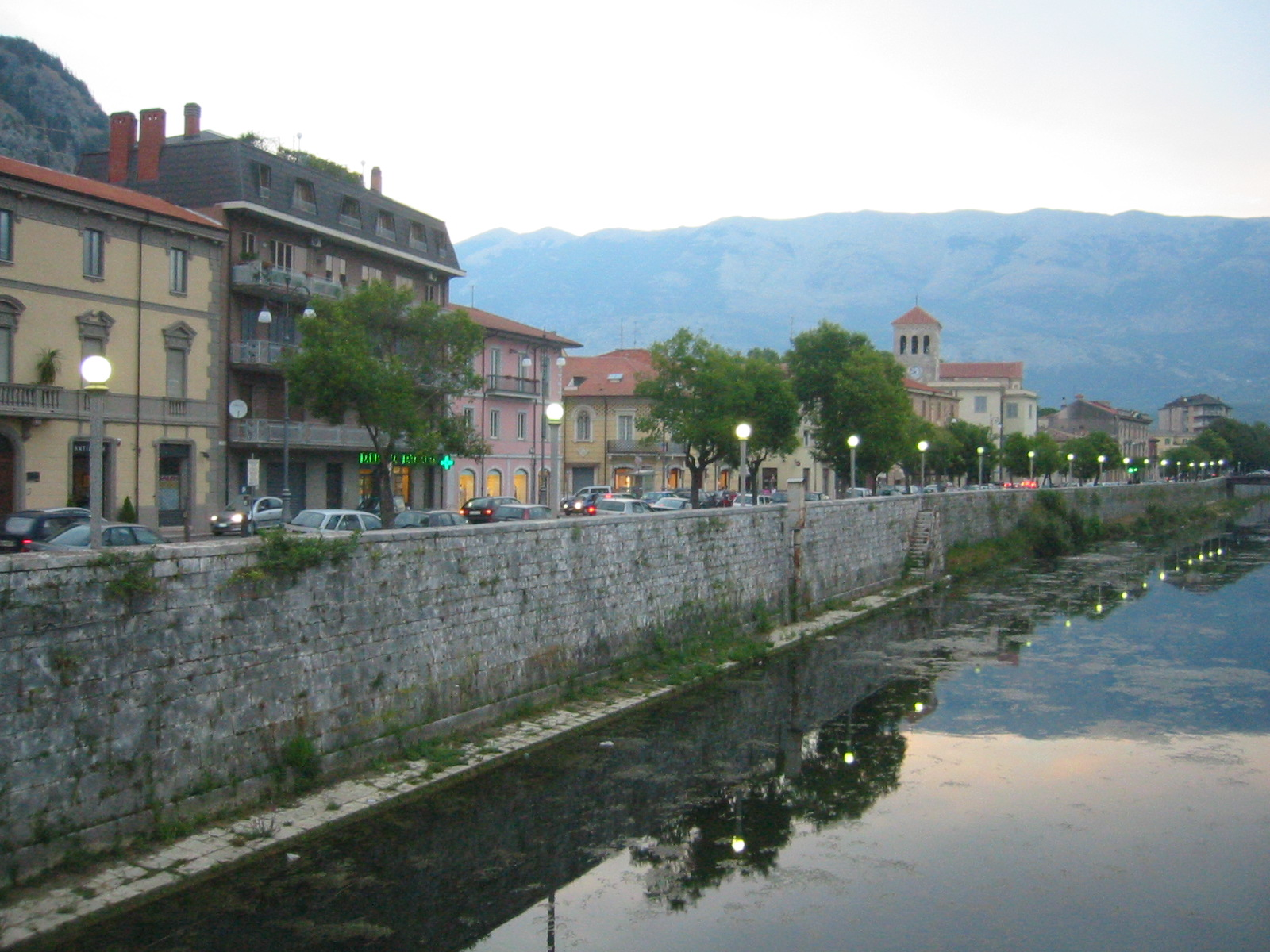
Sora
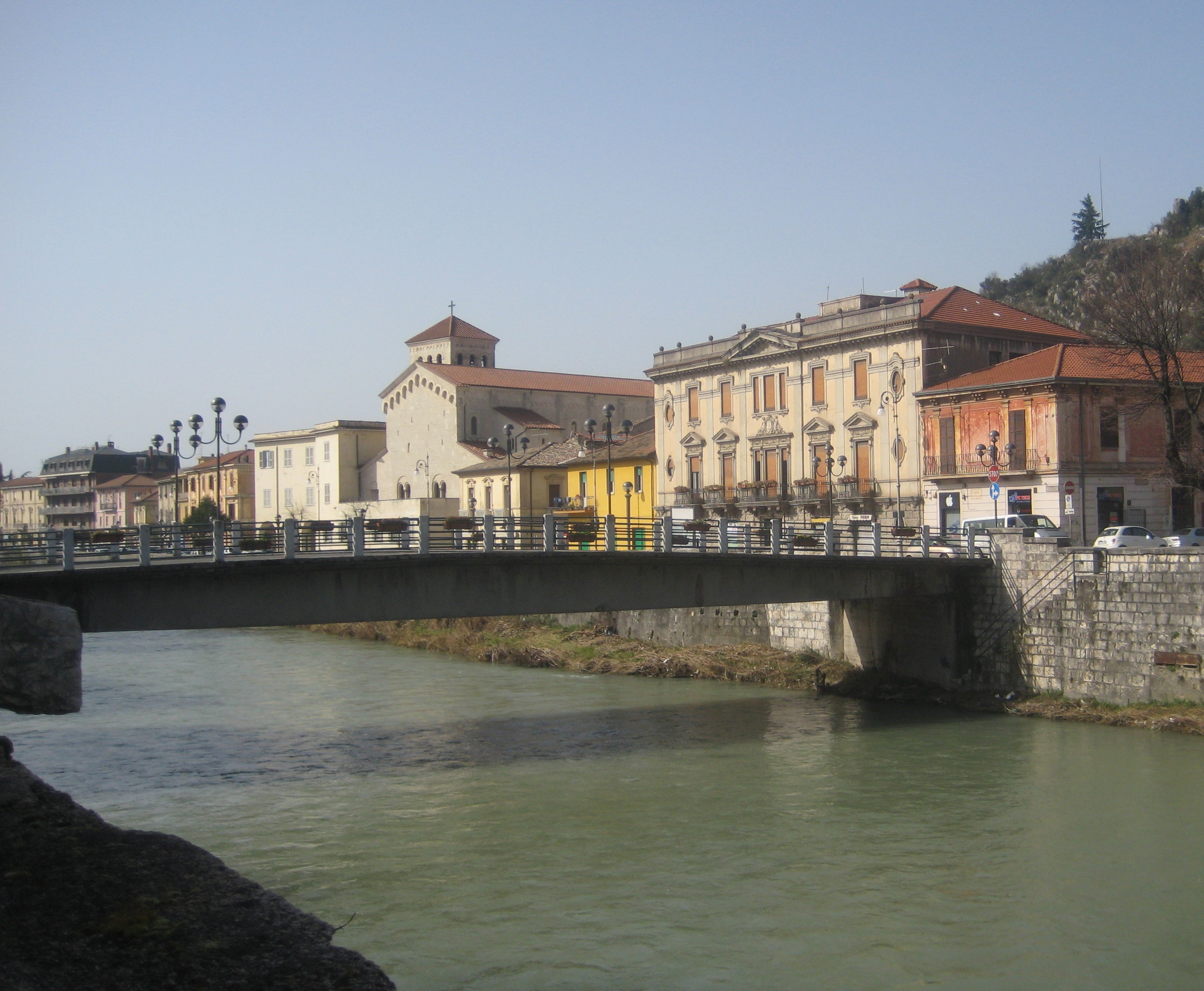
Brug van San Lorenzo, Sora
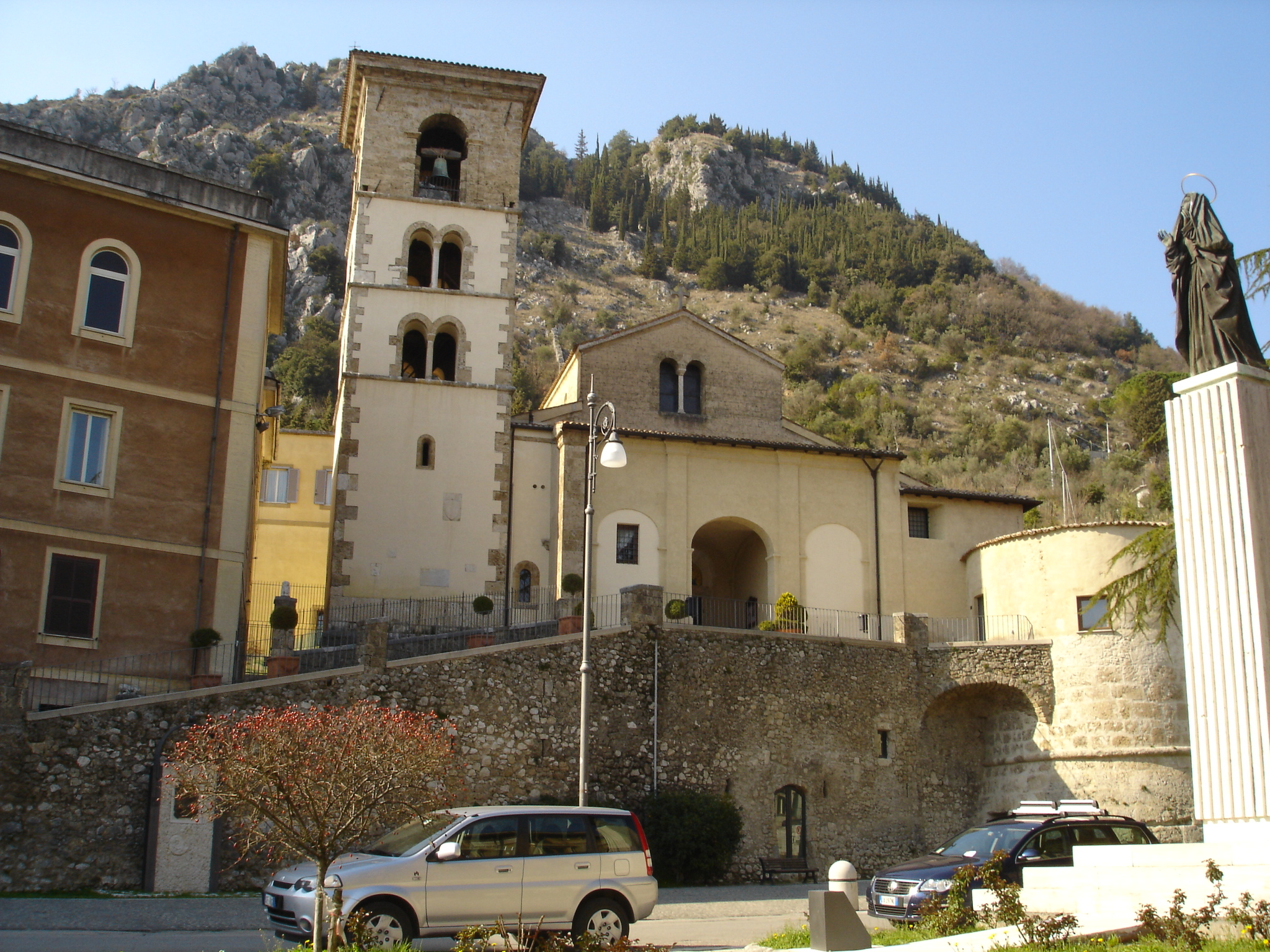
Kathedraal van Sora
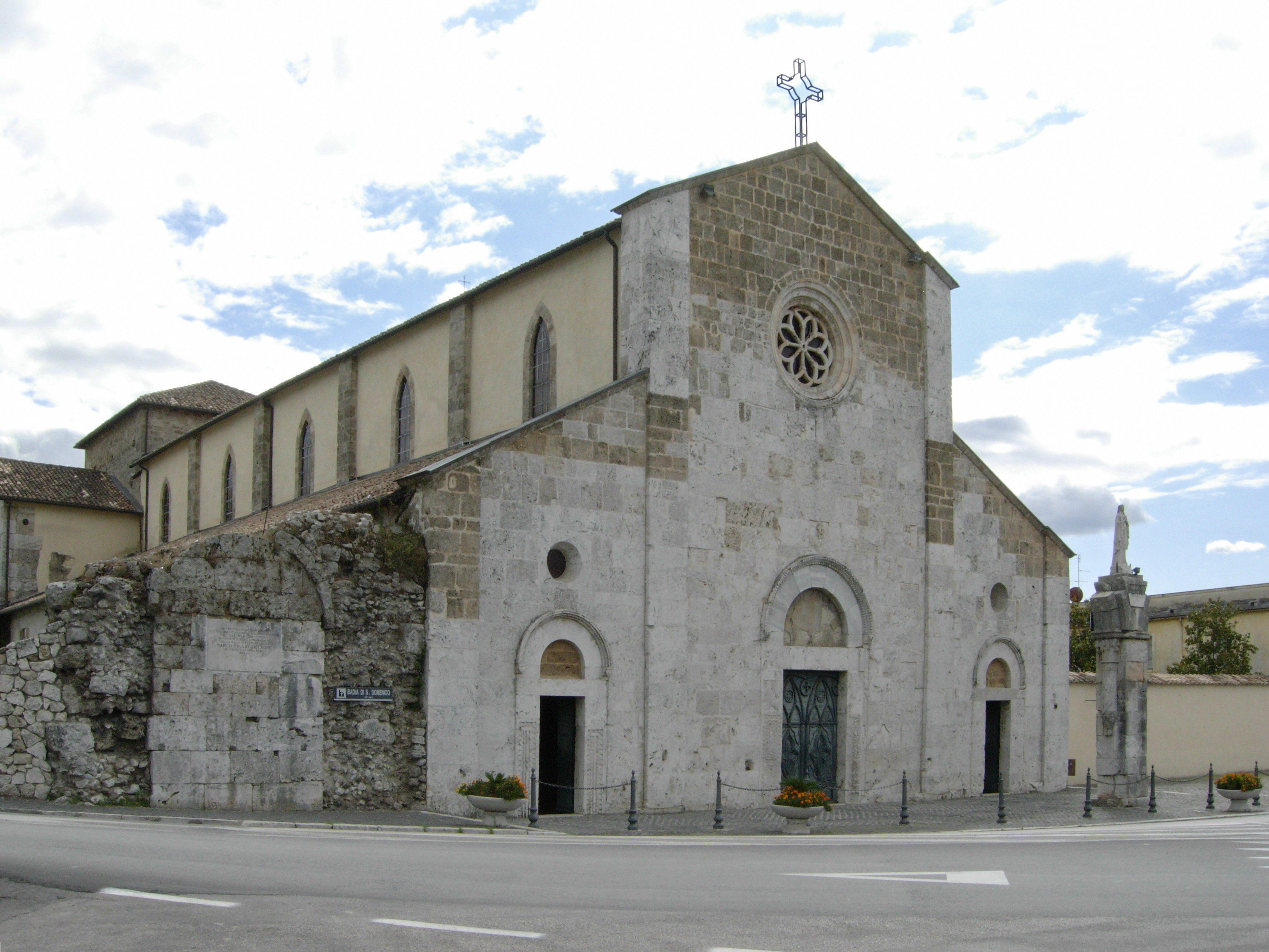
Abdijkerk van San Domenico, Sora

## Demografie
Het aantal inwoners steeg in de periode 1991-2013 met 0,9% volgens ISTAT.
| Jaar | Inwoneraantal |
| ---- | ------------- |
| 1991 | 26.089        |
| 2001 | 26.029        |
| 2004 | 26.418        |
| 2013 | 26.334        |

## Geografie
De gemeente ligt op ongeveer 300 m boven zeeniveau.
Sora grenst aan de volgende gemeenten: Arpino, Balsorano (AQ), Broccostella, Campoli Appennino, Castelliri, Isola del Liri, Monte San Giovanni Campano, Pescosolido, Veroli.

## Bekende mensen
In de Romeinse tijd was Soria de geboorteplaats van de Decii, Atilius Regulus, Lucius Mummius, Quintus Valerius Soranus en Quintus Valerius Orca. Sora telt onder zijn latere beroemdheden kardinaal Baronius, de neorealistische regisseur en acteur Vittorio De Sica (1901-1974), filmregisseur Mario Zampi (1903-1963), de zangeres Anna Tatangelo (1987) en de wielrenner Lorenzo Germani (2002).